# Liste der Biografien/Nog
Liste der Biografien |
Portal Biografien |
Personensuche
# |
A |
B |
C |
D |
E |
F |
G |
H |
I |
J |
K |
L |
M |
N |
O |
P |
Q |
R |
S |
T |
U |
V |
W |
X |
Y |
Z |
?
 
Na |
Nb |
Nc |
Nd |
Ne |
Nf |
Ng |
Nh |
Ni |
Nj |
Nk |
Nl |
Nm |
Nn |
No |
Nr |
Ns |
Nt |
Nu |
Nv |
Nw |
Nx |
Ny |
Nz
 
Noa |
Nob |
Noc |
Nod |
Noe |
Nof |
Nog |
Noh |
Noi |
Noj |
Nok |
Nol |
Nom |
Non |
Noo |
Nop |
Nor |
Nos |
Not |
Nou |
Nov |
Now |
Nox |
Noy |
Noz
Die Liste der Biografien führt alle Personen auf, die in der deutschsprachigen Wikipedia einen Artikel haben. Dieses ist eine Teilliste mit 115 Einträgen von Personen, deren Namen mit den Buchstaben „Nog“ beginnt.

## Nog

### Noga
- Noga, Andreas (* 1968), deutscher Schriftsteller
- Noga, Artur (* 1988), polnischer Leichtathlet
- Noga, Tom (* 1960), deutscher Journalist und Autor
- Nogai Khan († 1299), Prinz der Dschingiskhaniden
- Nogai, Jürgen (* 1953), deutscher Fotograf
- Nogaito, Shun (* 1986), japanischer Fußballspieler
- Nogal, Artur (* 1990), polnischer Eisschnellläufer
- Nogal, Lorena (* 1984), spanische Balletttänzerin und Choreografin
- Nogal, Mickaël (* 1990), französischer Politiker der Partei La République En Marche!
- Nogales, Carmen, Schauspielerin
- Nogales, Eva (* 1965), spanisch-amerikanische Biophysikerin und Hochschullehrerin
- Nogales, Rafael de (1879–1937), venezolanischer Abenteurer, Söldner und Schriftsteller
- Nogami, Keiko (* 1985), japanische Leichtathletin
- Nogami, Yaeko (1885–1985), japanische Schriftstellerin
- Nogami, Yūki (* 1991), japanischer Fußballspieler
- Nogar, Rui (1935–1993), mosambikanischer Schriftsteller
- Nogarède, Léone (* 1926), französische Schauspielerin und Kunstkritikerin
- Nogaret de Foix, Louis Charles de (1627–1658), französischer Adliger und Militär
- Nogaret de La Valette, Bernard de (1553–1592), französischer Adliger und Militär
- Nogaret de La Valette, Henri de (1591–1639), französischer Adliger und Militär
- Nogaret de La Valette, Jean de († 1575), französischer Militär
- Nogaret de La Valette, Pierre de († 1553), französischer Militär
- Nogari, Giuseppe (1699–1766), italienischer Maler
- Nogaro, Raffaele (* 1933), italienischer Geistlicher, emeritierter Bischof von Caserta
- Nogarola, Isotta (1418–1466), italienische Humanistin und Autorin

### Noge
- Nõgene, Endel (* 1950), estnischer Dirigent
- Noger, Arno (* 1956), Schweizer Politiker (FDP)
- Noger, Cédric (* 1992), Schweizer Skirennläufer
- Nöger, Udo (* 1961), deutscher Künstler
- Noger-Engeler, Sarah (* 1972), Schweizer Politikerin (GLP)

### Nogg
- Nögge, Frieder (1955–2001), deutscher Clown, Bühnenkünstler, Regisseur und PoetFrieder Nögge (1955–2001)

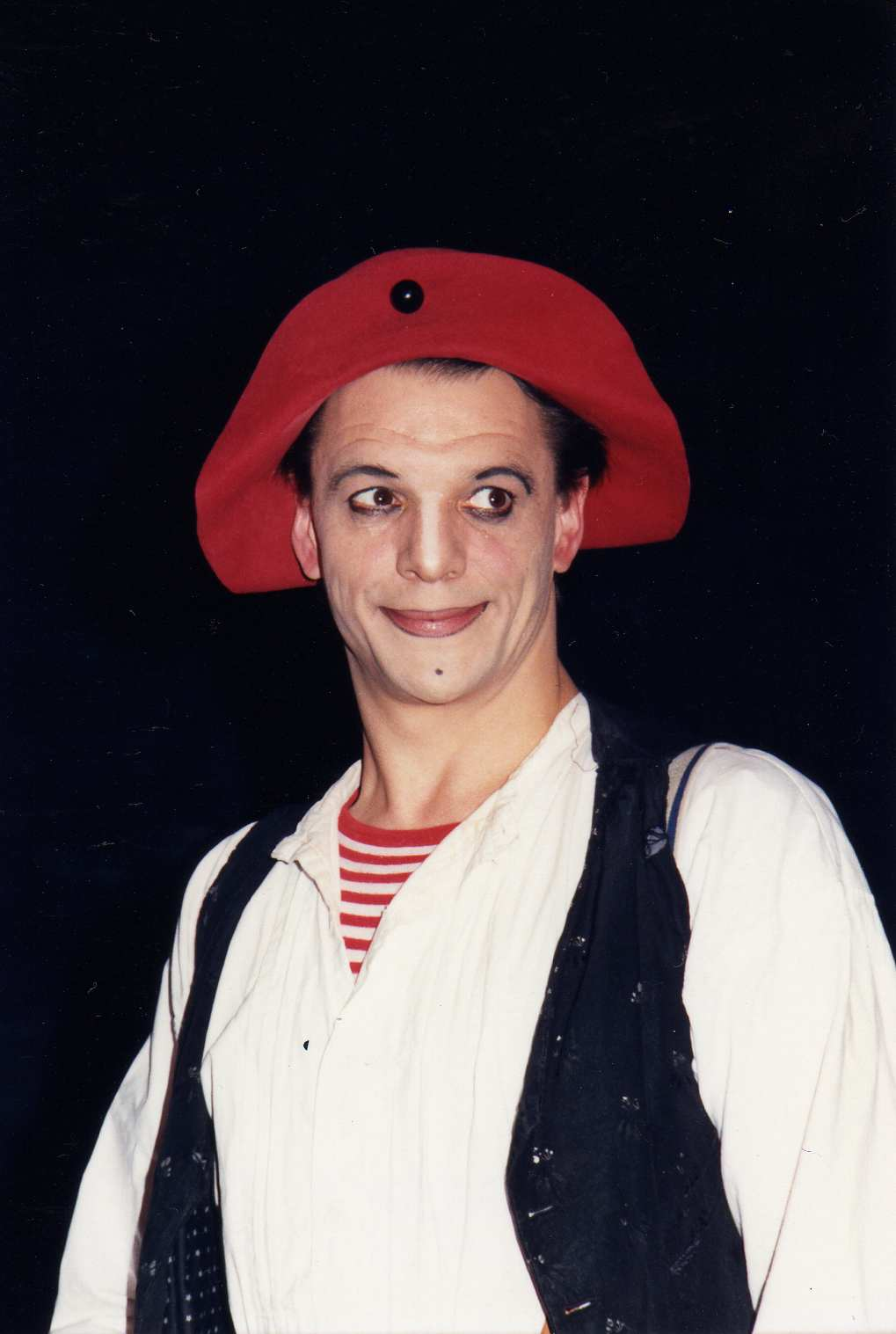
Frieder Nögge (1955–2001)

- Nogge, Gunther (* 1942), deutscher Zoologe
- Nogger, Hans (1869–1938), deutscher Unterhaltungskünstler
- Nöggerath, Franz Anton (1859–1908), deutsch-niederländischer Theaterbetreiber und Filmpionier
- Nöggerath, Jacob (1788–1877), deutscher Mineraloge und Geologe
- Nöggi (1946–2024), Schweizer Mundartsänger, Entertainer und Radiomoderator
- Noggler, Josef (1865–1926), österreichischer Politiker (CSP), Abgeordneter zum Nationalrat
- Noggler, Josef (* 1957), italienischer Politiker (Südtirol)

### Nogh
- Noghaideli, Surab (* 1964), georgischer Politiker, Premierminister
- Noghajew, Nurlan (* 1967), kasachischer Politiker
- Noghera, Giovanni Battista (1719–1784), italienischer Jesuit
- Noghès, Antony (1890–1978), monegassischer Unternehmer und Motorsportfunktionär

### Nogi
- Nogi, Maresuke (1849–1912), General in der kaiserlich japanischen ArmeeNogi Maresuke (1849–1912)

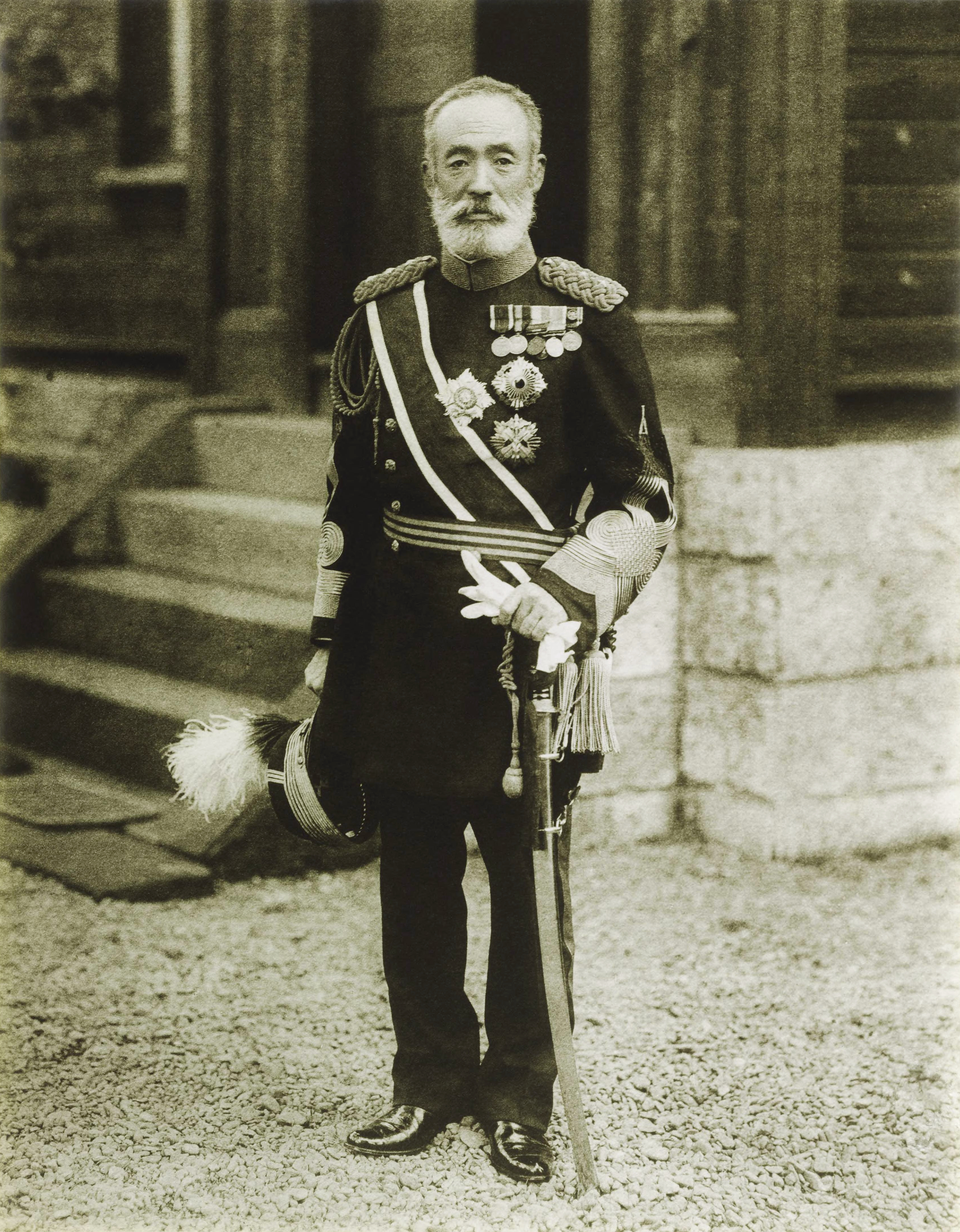
Nogi Maresuke (1849–1912)

- Nogić, Inela (* 1976), bosnisches Amateur-Model
- Nogier, Nelson (* 1996), kanadischer Eishockeyspieler
- Nogier, Paul (1908–1996), französischer Mediziner
- Nogin, Michail (* 1959), österreichisch-russischer Bildhauer
- Nogin, Roman (* 1998), kasachischer Skispringer
- Nogin, Wiktor Pawlowitsch (1878–1924), russischer Politiker
- Nogiwa, Yōko (1936–2017), japanische Schauspielerin

### Nogl
- Nogler, Hans (1919–2011), österreichischer Skirennläufer
- Nogler, Lotte (* 1947), italienische Skirennläuferin
- Nogler, Sophie (1924–2015), österreichische Skirennläuferin
- Nogler, Sylvie (* 1958), österreichische Schauspielerin und Synchronsprecherin
- Noglik, Bert (* 1948), deutscher Jazzjournalist und Musikkritiker
- Nogly, Peter (* 1947), deutscher FußballspielerPeter Nogly (* 1947)

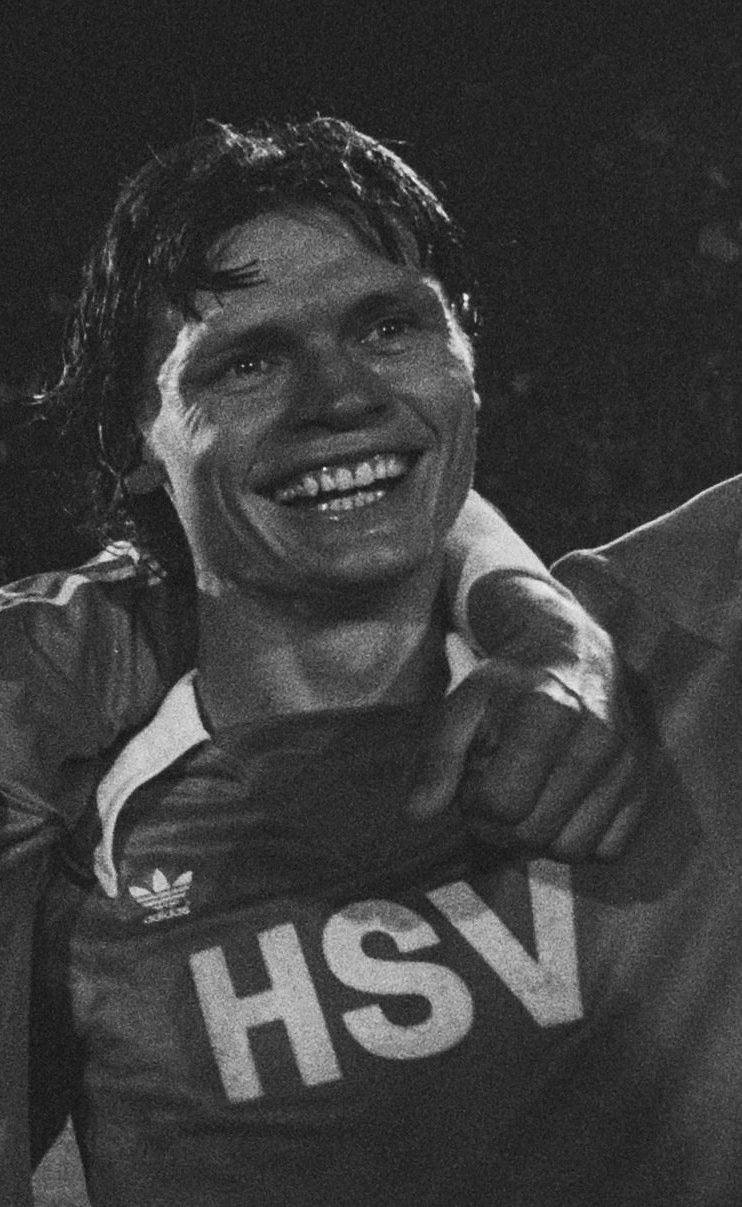
Peter Nogly (* 1947)

### Nogo
- Nogowizyn, Anatoli Alexejewitsch (1952–2019), russischer Generaloberst
- Nogowizyn, Nikolai Germanowitsch (* 1948), sowjetischer Nordischer Kombinierer

### Nogr
- Nógrádi, Ferenc (1940–2009), ungarischer Fußballspieler
- Nógrádi, Sándor (1894–1971), ungarischer kommunistischer Politiker und Generaloberst, Mitglied des Parlaments
- Nograles, Prospero (1947–2019), philippinischer Politiker, Sprecher im Repräsentantenhaus

### Nogt
- Nogtew, Alexander Petrowitsch (1892–1947), sowjetischer Geheimdienstoffizier

### Nogu
- Noguchi, Akiyo (* 1989), japanische Sportkletterin
- Noguchi, Fujio (1911–1993), japanischer Schriftsteller
- Noguchi, Haruko (* 1965), japanische Wirtschaftswissenschaftlerin
- Noguchi, Hideyo (1876–1928), japanischer Bakteriologe
- Noguchi, Hiroshi (* 1972), japanischer Fußballspieler
- Noguchi, Hiroshi (* 1983), japanischer Hammerwerfer
- Noguchi, Isamu (1904–1988), japanisch-US-amerikanischer Bildhauer
- Noguchi, Junjirō (* 1948), japanischer Mathematiker
- Noguchi, Kanako (* 1980), japanische Biathletin
- Noguchi, Kōji (* 1970), japanischer Fußballspieler
- Noguchi, Mizuki (* 1978), japanische Marathonläuferin
- Noguchi, Riō (* 1998), japanischer Tennisspieler
- Noguchi, Ryōta (* 1986), japanischer Fußballspieler
- Noguchi, Shitagau (1873–1944), japanischer Unternehmer, Industrie-Pionier
- Noguchi, Sōichi (* 1965), japanischer Astronaut
- Noguchi, Takehiko (1937–2024), japanischer Schriftsteller und Literaturkritiker
- Noguchi, Tatsuhiko (* 1997), japanischer Fußballspieler
- Noguchi, Thomas (* 1927), US-amerikanischer GerichtsmedizinerThomas Noguchi (* 1927)

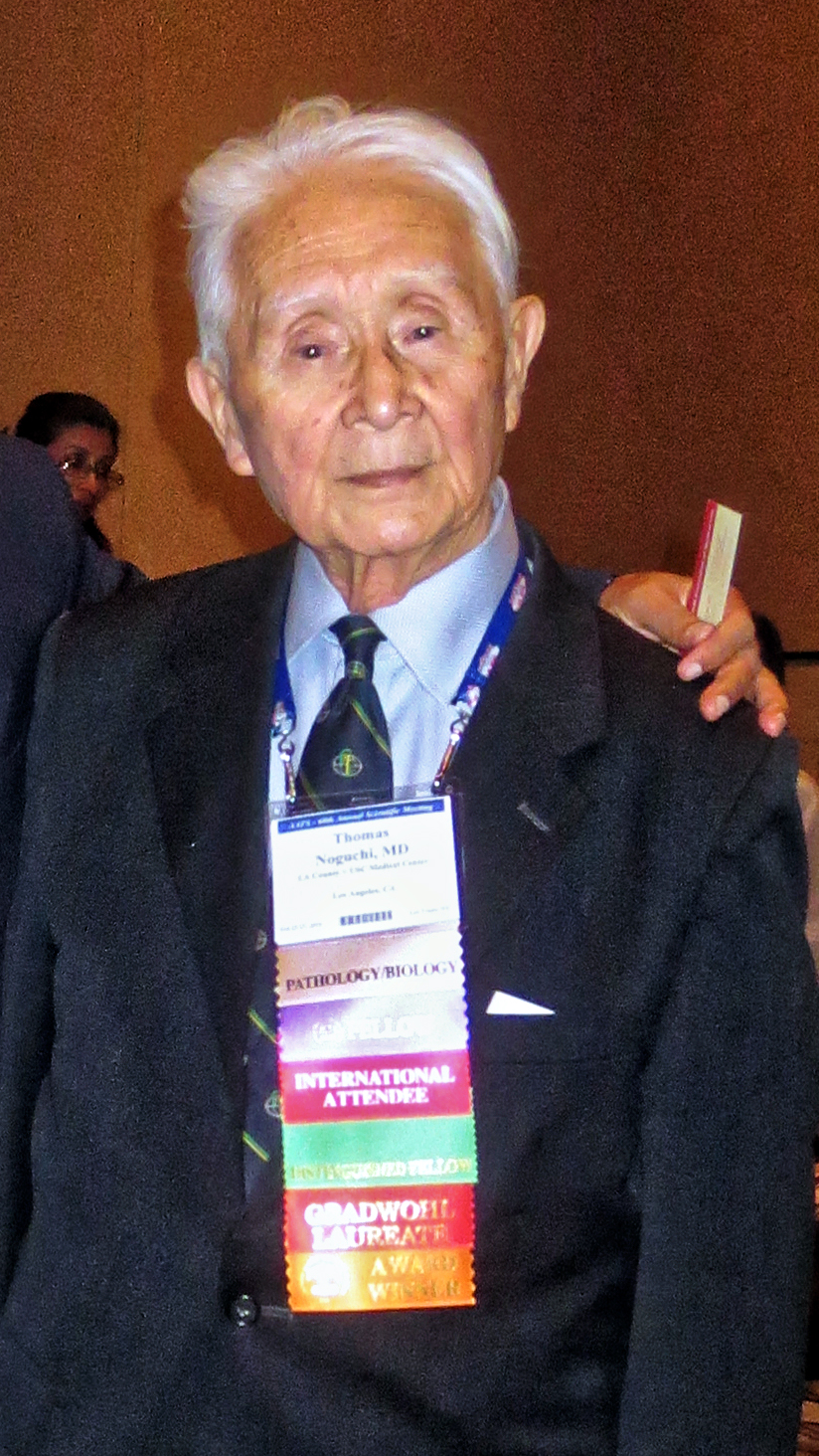
Thomas Noguchi (* 1927)

- Noguchi, Ujō (1882–1945), japanischer Dichter
- Noguchi, Wataru (* 1996), japanischer Fußballspieler
- Noguchi, Yasutada (* 1976), japanischer Kugelstoßer
- Noguchi, Yatarō (1899–1976), japanischer Maler
- Noguchi, Yonejirō (1875–1947), japanischer Dichter und Essayist
- Noguchipinto, Erikson (* 1981), japanischer Fußballspieler
- Nogué i Font, Joan (* 1958), katalanischer Humangeograph
- Nogueira de Paula, Ygor (* 1995), brasilianischer Fußballspieler
- Nogueira Lopes de Avellar, Wellington (* 1979), brasilianischer Fußballspieler
- Nogueira, Agostinha (* 1995), osttimoresische Fußballspielerin
- Nogueira, Antônio Rodrigo (* 1976), brasilianischer MMA-KämpferAntônio Rodrigo Nogueira (* 1976)

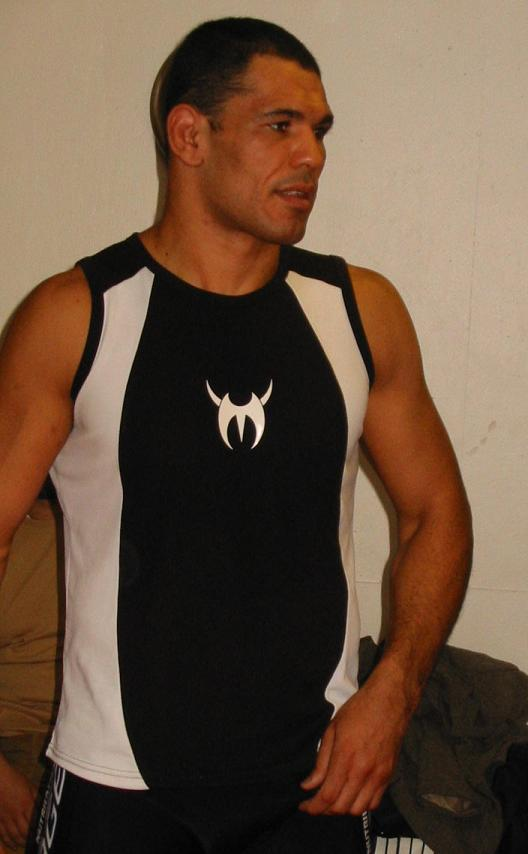
Antônio Rodrigo Nogueira (* 1976)

- Nogueira, Ariel Augusto (1910–1990), brasilianischer Fußballnationalspieler
- Nogueira, Carlos (* 1947), portugiesischer Künstler
- Nogueira, Everton (* 1959), brasilianischer Fußballspieler
- Nogueira, João (1941–2000), brasilianischer Sänger und Komponist
- Nogueira, José Antonio (* 1965), brasilianischer Fußballtrainer
- Nogueira, Juan (* 1988), brasilianischer Boxer
- Nogueiras, Jesús (* 1959), kubanischer Schachspieler
- Noguer Carmona, Ignacio (1931–2019), spanischer Geistlicher, römisch-katholischer Bischof von Huelva
- Noguer, Miguel (* 1956), spanischer Segler
- Noguera Cotes, Jorge (* 1963), kolumbianischer Rechtsanwalt und Politiker
- Noguera i Balaguer, Antoni (1858–1904), mallorquinisch-spanischer Komponist, Pianist und Musikwissenschaftler
- Noguera, Fabián (* 1993), argentinischer Fußballspieler
- Noguera, Jesús (* 1990), spanischer Dartspieler
- Noguera, José Miguel (1913–1954), argentinisch-mexikanischer Fußballspieler
- Nogueras, Jennifer (* 1991), puerto-ricanische Volleyballspielerin
- Noguères, Louis (1881–1956), französischer Politiker und Résistant
- Noguerra, Helena (* 1969), belgische Sängerin, Schauspielerin und SchriftstellerinHelena Noguerra (* 1969)

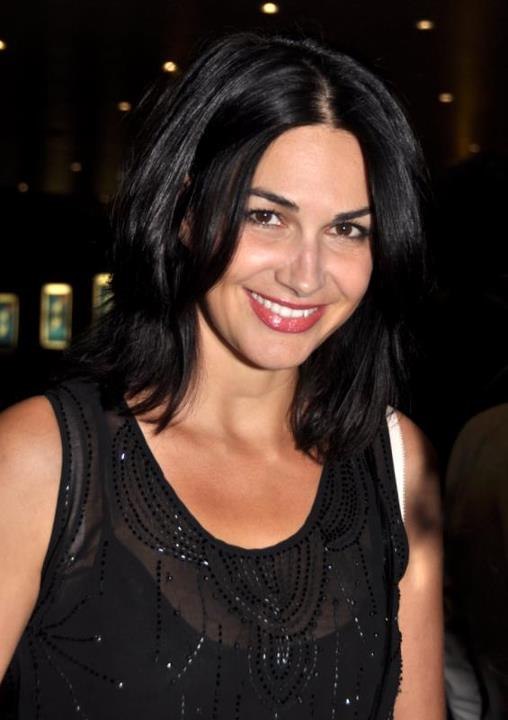
Helena Noguerra (* 1969)

- Nogues, Alain (* 1948), französischer Radrennfahrer
- Nogués, Alberto († 1978), uruguayischer Fußballspieler
- Noguès, Charles (1876–1971), französischer Général d’armée
- Nogues, Dominique (1879–1957), französischer römisch-katholischer Geistlicher, Trappist, Abt und Generalabt
- Nogués, Juan José (1909–1998), spanischer Fußballspieler und -trainer
- Nogués, Raúl (* 1952), argentinischer Fußballspieler
- Nogulich, Natalia (* 1950), US-amerikanische Schauspielerin